# 上瀬谷町
上瀬谷町（かみせやちょう）は、神奈川県横浜市瀬谷区の地名。「丁目」の設定のない単独町名である。住居表示未実施区域。

## 地理
瀬谷区の北西部にあり、西側は東名高速道路（所在地は目黒町）と大和市の市境とに接する。
上瀬谷通信施設はここではなく、東の瀬谷町にあり離れている。

### 地名の由来
町名は地元の要望により、通称として定着していた字名を採った。

## 歴史

### 沿革
- 1977年（昭和52年）3月28日 - 町界町名地番整理事業の施行に伴い、瀬谷町の一部から上瀬谷町を新設する[6][7]。

## 世帯数と人口
2025年（令和7年）1月31日現在（横浜市発表）の世帯数と人口は以下の通りである。
| 町丁     | 世帯数    | 人口    |
| -------- | --------- | ------- |
| 上瀬谷町 | 1,255世帯 | 2,488人 |

### 人口の変遷
国勢調査による人口の推移。
| 年                 | 人口  |
| ------------------ | ----- |
| 1995年（平成7年）  | 1,534 |
| 2000年（平成12年） | 1,792 |
| 2005年（平成17年） | 2,587 |
| 2010年（平成22年） | 2,701 |
| 2015年（平成27年） | 2,529 |
| 2020年（令和2年）  | 2,559 |

### 世帯数の変遷
国勢調査による世帯数の推移。
| 年                 | 世帯数 |
| ------------------ | ------ |
| 1995年（平成7年）  | 480    |
| 2000年（平成12年） | 601    |
| 2005年（平成17年） | 954    |
| 2010年（平成22年） | 1,011  |
| 2015年（平成27年） | 1,036  |
| 2020年（令和2年）  | 1,141  |

## 学区
市立小・中学校に通う場合、学区は以下の通りとなる（2021年8月時点）。
| 番・番地等 | 小学校               | 中学校             |
| ---------- | -------------------- | ------------------ |
| 全域       | 横浜市立上瀬谷小学校 | 横浜市立瀬谷中学校 |

## 事業所
2021年（令和3年）現在の経済センサス調査による事業所数と従業員数は以下の通りである。
| 町丁     | 事業所数 | 従業員数 |
| -------- | -------- | -------- |
| 上瀬谷町 | 47事業所 | 308人    |

### 事業者数の変遷
経済センサスによる事業所数の推移。
| 年                 | 事業者数 |
| ------------------ | -------- |
| 2016年（平成28年） | 42       |
| 2021年（令和3年）  | 47       |

### 従業員数の変遷
経済センサスによる従業員数の推移。
| 年                 | 従業員数 |
| ------------------ | -------- |
| 2016年（平成28年） | 252      |
| 2021年（令和3年）  | 308      |

## 交通
- 神奈川県道401号瀬谷柏尾線

## 施設
- 上瀬谷公園
- 妙光寺
- 若宮八幡神社

## その他

### 日本郵便
- 郵便番号 : 246-0006[3]（集配局：瀬谷郵便局[17]）。

### 警察
町内の警察の管轄区域は以下の通りである。
| 番・番地・地域等 | 警察署     | 交番・駐在所 |
| ---------------- | ---------- | ------------ |
| 全域             | 瀬谷警察署 | 目黒交番     |